# Cap Janet
Le cap Janet est un ancien cap de France situé à Marseille, dans les Bouches-du-Rhône. Il s'avançait dans la rade, au nord du centre-ville. L'aménagement du port et des infrastructures de transport, notamment la construction de l'autoroute A55, au cours du XXe siècle lui ont fait perdre progressivement son caractère maritime et sa physionomie. Il se présente depuis sous la forme d'une colline fortement urbanisée et aménagée avec le quartier de la Calade dominant les bassins du Président Wilson et Léon Gourret,. Le cap Pinède situé juste au sud a connu un sort similaire.

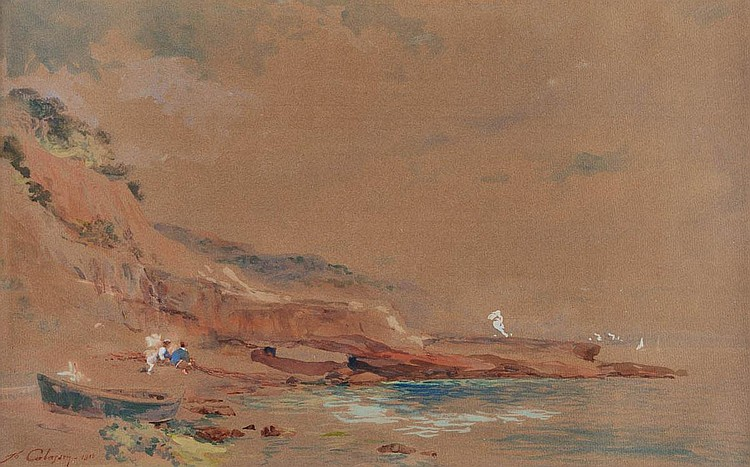
Le cap Janet, 1910, Joseph-Marius Cabasson.